# Isaac Elsevier
Isaac Elsevier, richtiger: Elzevier (* 1596; † 1651), war ein niederländischer Verleger und Drucker und ein weniger bekanntes Mitglied der Verleger- und Buchhandelsfamilie Elsevier. Er war das erste Familienmitglied, das eine eigene Druckerei einrichtete und sich der Typographie widmete. Er führte auch das Firmenlogo Nonsolus-Imprint ein.

## Familie und Hintergrund
Der Begründer des Verleger- und Buchhandelsgeschlechts der Elseviers, Louis Elsevier, hinterließ bei seinem Tod am 4. Februar 1617 sieben Söhne, die allesamt in die beruflichen Fußstapfen des Vaters traten und als Buchbinder, Buchhändler oder Verleger im elterlichen Betrieb tätig wurden. Der Erstgeborene, Matthys Elsevier wiederum hinterließ bei seinem Tod am 6. Dezember 1640 drei Söhne: Abraham, Isaac und Jacob. Auch sie erlernten das Buchbinderhandwerk und traten allesamt in den Familienbetrieb ein.

## Leben und Werk
Isaac, der mittlere der Söhne, war der erste in der Familie, der zusätzlich das Buchdruckerhandwerk erlernte und sich der Typographie widmete, um mit den Stilmitteln der Schriftarten, Schriftgrößen und Auszeichnungsarten die Lesbarkeit der Druckwerke zu verbessern. Er war auch derjenige, der das bis heute verwendete Firmenlogo entwarf und einführte: Einen Ulmenbaum, um dessen Stamm sich eine mit Trauben behangene Weinrebe windet. Die Trauben erntet ein Gelehrter, dem der Hinweis non solus („nicht allein“) gegenübersteht. Die Bildelemente werden heute als Symbole interpretiert: Die Ulme, der Baum des Lebens, stehe für Erfahrung, die Traube für Wissen, der Gelehrte sei die personifizierte Weisheit. Erfahrung, Wissen und Weisheit zusammen mit dem Motto nicht allein – seien bis heute die Grundpfeiler des verlegerischen Selbstverständnisses von Elsevier.
1616 kaufte Isaac eine Druckerei in Leiden, wo er die Bücher seiner Familienmitglieder und deren Zeitgenossen druckte. 1620 wurde sein Betrieb zur Leidener Universitätsdruckerei ernannt, 1625 erwarb er die Druckerei von Thomas Erpenius, der sich auf den Druck orientalischer Werke – darunter syrische, arabische, chaldäische und hebräische Schriften – spezialisiert hatte. Im gleichen Jahr veräußerte Isaac Elzevier aber seinen Gesamtbetrieb an die Geschäftsnachfolger seines Großvaters für 9.000 Gulden. Seine Druckerei bildete die Grundlage der Druckertätigkeit der nachfolgenden Generationen der Familie Elsevier. Isaac verließ Leiden aus unbekannten Gründen und betrieb fortan eine Taverne in Rotterdam.